# Оранџвил (Пенсилванија)
Оранџвил (енгл. Orangeville) град је у америчкој савезној држави Пенсилванија.

## Демографија
По попису из 2010. године број становника је 508, што је 8 (1,6%) становника више него 2000. године.
| Група             | 2000.       | 2010.       |
| Белци             | 487 (97,4%) | 496 (97,6%) |
| Афроамериканци    | 2 (0,4%)    | 2 (0,4%)    |
| Азијати           | 0 (0,0%)    | 1 (0,2%)    |
| Хиспаноамериканци | 5 (1,0%)    | 7 (1,4%)    |
| Укупно            | 500         | 508         |